# آرتور کلمپ
آرتور کلمپ (انگلیسی: Arthur Clamp؛ ۱ مه ۱۸۸۴ – ۱۹ سپتامبر ۱۹۱۸) بازیکن فوتبال بود.